# Ray Charles and Betty Carter
Ray Charles and Betty Carter è un album in studio collaborativo dei musicisti statunitensi Ray Charles e Betty Carter, pubblicato nel 1961. 

## Tracce
1. Ev'ry Time We Say Goodbye (Cole Porter)  – 4:41
2. You and I (Meredith Willson)  – 3:28
3. Intro: Goodbye/We'll Be Together Again (Gordon Jenkins/Carl T. Fischer, Frankie Laine)  – 3:20
4. People Will Say We're in Love (Oscar Hammerstein II, Richard Rodgers)  – 2:51
5. Cocktails for Two (Sam Coslow, Arthur Johnston)  – 3:15
6. Side by Side (Harry M. Woods, Gus Kahn)  – 2:23
7. Baby, It's Cold Outside (Frank Loesser)  – 4:10
8. Together (Lew Brown, Buddy DeSylva, Ray Henderson)  – 1:35
9. For All We Know (J. Fred Coots, Sam M. Lewis)  – 3:44
10. Takes Two to Tango (Al Hoffman, Dick Manning)  – 3:22
11. Alone Together (Howard Dietz, Arthur Schwartz)  – 4:45
12. Just You, Just Me (Jesse Greer, Raymond Klages)  – 2:04